# Wereldkampioenschappen boksen vrouwen 2016
De wereldkampioenschappen boksen 2016 waren de negende editie van de wereldkampioenschappen boksen voor vrouwen en vonden plaats van 19 tot en met 27 mei 2016 in Astana, Kazachstan. 
Er werd door 285 boksers uit 64 landen gestreden in tien gewichtscategorieën.

## Medailles
| Gewichtsklasse                 | Goud                | Zilver               | Brons                                |
| ------------------------------ | ------------------- | -------------------- | ------------------------------------ |
| Lichtvlieggewicht (45 – 48 kg) | Nazym Kyzaibay      | Wang Yuyan           | Marlen Esparza U Yong-gum            |
| Vlieggewicht (– 51 kg)         | Nicola Adams        | Peamwilai Laopeam    | Zhaina Shekerbekova Sarah Ourahmoune |
| Bantamgewicht (– 54 kg)        | Dina Zholaman       | Stoyka Petrova       | Christina Cruz Liu Piaopiao          |
| Vedergewicht (– 57 kg)         | Alessia Mesiano     | Sonia Lather         | Denitsa Eliseeva Aizhan Khojabekova  |
| Lichtgewicht (– 60 kg)         | Estelle Mossely     | Anastasiia Beliakova | Katie Taylor Mira Potkonen           |
| Halfweltergewicht (– 64 kg)    | Yang Wenlu          | Kellie Harrington    | Sara Kali Skye Nicolson              |
| Weltergewicht (– 69 kg)        | Valentina Khalzova  | Gu Hong              | Elina Gustafsson Nadine Apetz        |
| Middengewicht (– 75 kg)        | Claressa Shields    | Nouchka Fontijn      | Chen Nien-chin Savannah Marshall     |
| Halfzwaargewicht (– 81 kg)     | Yang Xiaoli         | Kaye Scott           | Franchon Crews Elif Güneri           |
| Zwaargewicht (+ 81 kg)         | Lazzat Kungeibayeva | Shadasia Green       | Şennur Demir Wang Shijin             |

Bron: AIBA

## Medaillespiegel
| Plaats | Land                | Goud | Zilver | Brons | Totaal |
| 1      | Kazachstan          | 4    | 0      | 2     | 6      |
| 2      | China               | 2    | 2      | 2     | 6      |
| 3      | Verenigde Staten    | 1    | 1      | 3     | 5      |
| 4      | Frankrijk           | 1    | 0      | 1     | 2      |
| 4      | Verenigd Koninkrijk | 1    | 0      | 1     | 2      |
| 6      | Italië              | 1    | 0      | 0     | 1      |
| 7      | Australië           | 0    | 1      | 1     | 2      |
| 7      | Bulgarije           | 0    | 1      | 1     | 2      |
| 7      | Ierland             | 0    | 1      | 1     | 2      |
| 10     | India               | 0    | 1      | 0     | 1      |
| 10     | Nederland           | 0    | 1      | 0     | 1      |
| 10     | Rusland             | 0    | 1      | 0     | 1      |
| 10     | Thailand            | 0    | 1      | 0     | 1      |
| 14     | Finland             | 0    | 0      | 2     | 2      |
| 14     | Turkije             | 0    | 0      | 2     | 2      |
| 16     | Canada              | 0    | 0      | 1     | 1      |
| 16     | Chinees Taipei      | 0    | 0      | 1     | 1      |
| 16     | Duitsland           | 0    | 0      | 1     | 1      |
| 16     | Noord-Korea         | 0    | 0      | 1     | 1      |
| Totaal | Totaal              | 10   | 10     | 20    | 40     |

Bron: AIBA

## Deelnmemende landen
Er deden 285 boksers uit 64 landen mee aan het toernooi.
- Algerije (1)
- Argentinië (5)
- Armenië (2)
- Australië (8)
- Azerbeidzjan (9)
- Wit-Rusland (6)
- Bolivia (1)
- Brazilië (3)
- Bulgarije (5)
- Canada (8)
- China (10)
- Colombia (1)
- Kroatië (6)
- Tsjechië (2)
- Denemarken (1)
- Dominica (1)
- Dominicaanse Republiek (2)
- Duitsland (8)
- Spanje (3)
- Finland (3)
- Frankrijk (4)
- Gabon (2)
- Verenigd Koninkrijk (5)
- Griekenland (2)
- Hongarije (10)
- India (10)
- Ierland (8)
- Italië (7)
- Jamaica (1)
- Jordanië (2)
- Japan (5)
- Kazachstan (10)
- Zuid-Korea (6)
- Litouwen (3)
- Marokko (7)
- Moldavië (2)
- Mexico (2)
- Mongolië (8)
- Montenegro (1)
- Nederland (1)
- Nepal (1)
- Noorwegen (1)
- Nieuw-Zeeland (3)
- Panama (2)
- Filipijnen (3)
- Polen (6)
- Noord-Korea (5)
- Puerto Rico (1)
- Roemenië (5)
- Rusland (9)
- Sri Lanka (4)
- Zwitserland (1)
- Zweden (4)
- Thailand (3)
- Chinees Taipei (6)
- Tunesië (3)
- Turkije (10)
- Oekraïne (10)
- Verenigde Staten (10)
- Oezbekistan (9)
- Venezuela (1)
- Vietnam (4)